# Qingshuibrug
De Qingshuibrug (Chinees: 清水河特大桥) is een hangbrug over de Qingshui, een zijrivier van de Wu. De brug bevindt zich zo'n 50 km ten noordoosten van Guiyang en 15 km ten oosten van Kaiyang, een voorstad, en district van Guiyang. De brug is gelegen in de zuidelijke provincie Guizhou in de Volksrepubliek China.
Bij zijn ingebruikname op 31 december 2015 stond de hangbrug qua overspanning bij de eerste twintig  in de wereldranglijst. De totale lengte van de brug is 2.188 meter, de hoogte van de twee pylonen 230 en 224 meter, de grootste overspanning 1.130 meter. Het brugoppervlak bevindt zich niet minder dan 406 m boven het water van de rivier in de vallei.
De brug kostte 1,54 miljard yuan en de constructieperiode liep van 2013 tot 2015, met een recordbouwperiode van 29 maanden. De brug is onderdeel van de Guiweng snelweg, een provinciale weg tussen het arrondissement Weng'an en Guiyang. De afstand werd daarmee gereduceerd van 160 km naar 70 km.